# 불 함수
불 함수(영어: Boolean function)는 B = {0, 1}, k는 음이 아닌 정수일 때 f : Bk → B 꼴의 함수 f를 이르는 말이다.
k차 불 함수는 k개의 변수를 가진 명제 논리식의 진릿값을 매기는 과정으로 해석될 수 있으며, 두 명제 논리식은 같은 불 함수로 표기될 수 있을 때 논리적 동치라고 할 수 있다.

## 같이 보기
- 불 논리
- 불 대수
- 진리표